# پرایری سیتی (آیووا)
پرایری سیتی (به انگلیسی: Prairie City) شهری در ایالت آیووا کشور ایالات متحده آمریکا است که جمعیت آن در سرشماری سال ۲۰۱۰ میلادی، ۱٬۶۸۰ نفر بوده‌است.

## نگارخانه

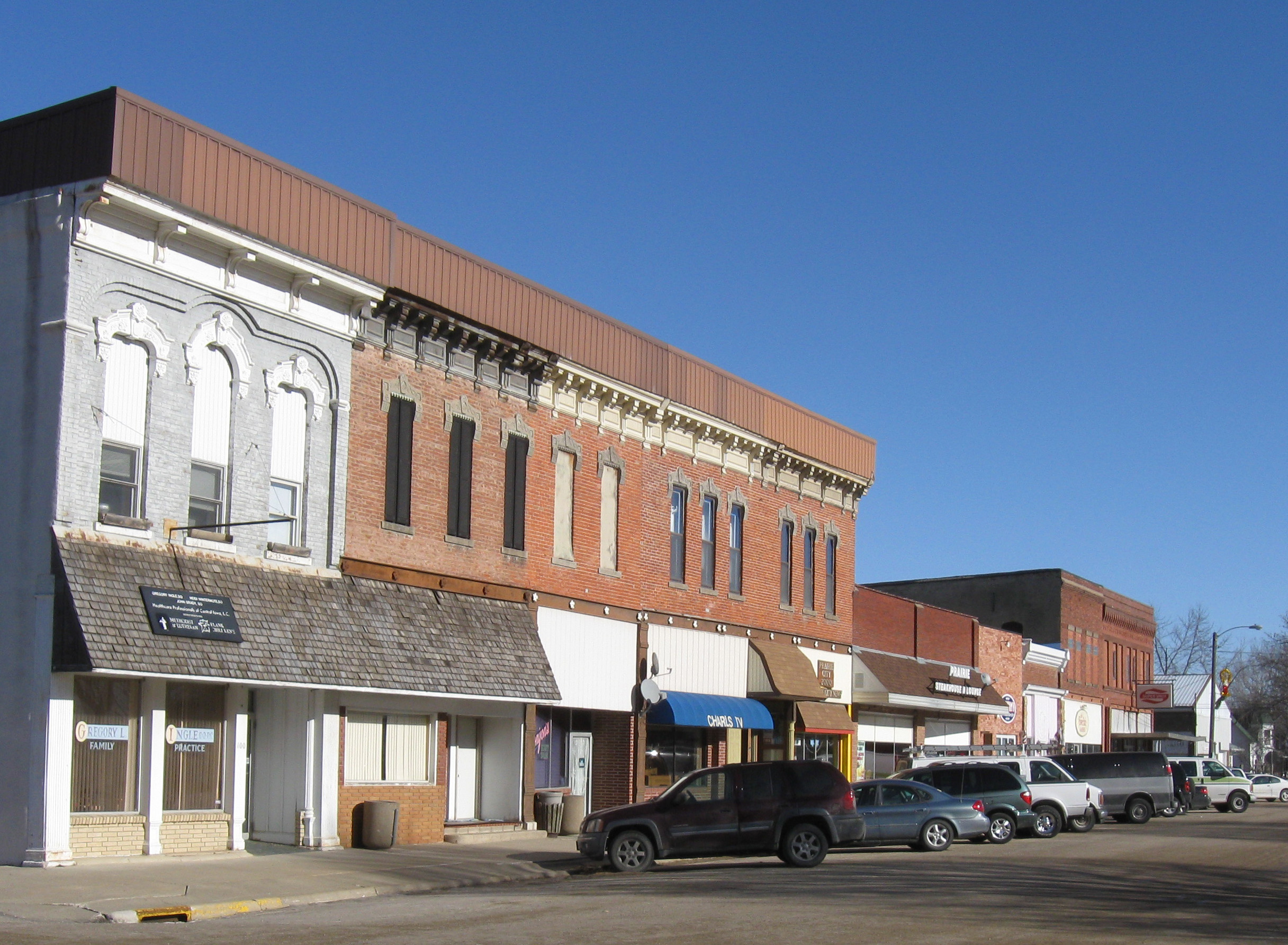
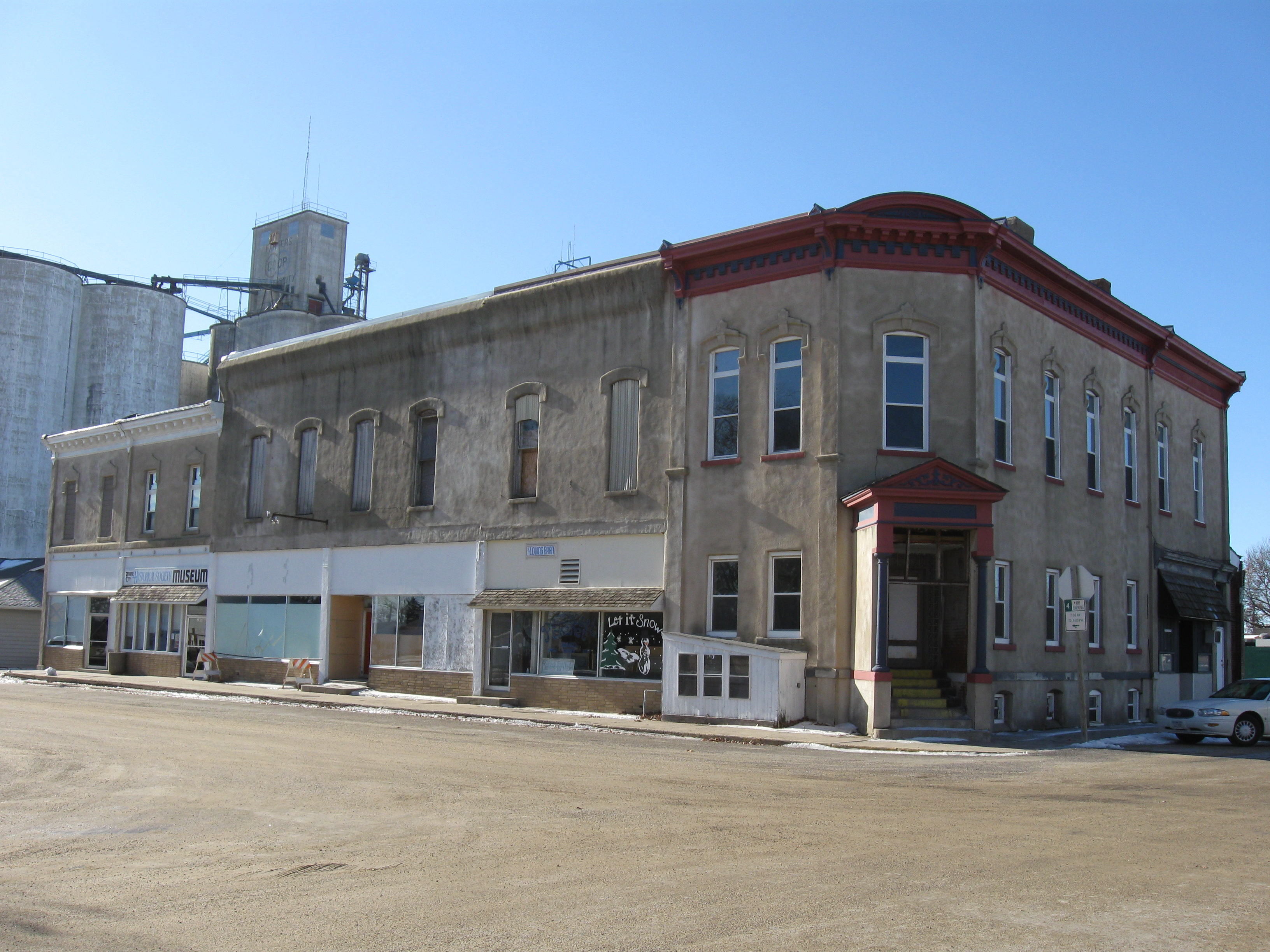